# كارلوس سيزار (لاعب كرة قدم)
كارلوس سيزار (بالبرتغالية: Carlos César‏) هو لاعب كرة قدم ومدرب كرة قدم برازيلي، ولد في 27 فبراير 1943 في ريو دي جانيرو في البرازيل.